# Freequency
Freequency (ein Kunstwort aus den englischen Wörtern free und frequency) ist eine Ulmer Rockband, welche Rockmusik für eine vorrangig jugendliche Zielgruppe macht. Bekannt sind sie für ihre Auftritte beim Stuttgarter Youngsterball, Ulmer Szenestar und nicht zuletzt als Band für den Rock-’n’-Roll-Gottesdienst „factory“, welcher alle drei Monate in Laichingen oder einer ihrer benachbart gelegenen Städte stattfindet.

## Geschichte
Entstanden im schwäbischen Laichingen haben sie freequency mittlerweile auch über die Grenzen der Region hinaus bekannt gemacht. 2005 haben sie die Goldene Triangel von sound7.de für den besten Newcomer gewonnen, wurden zweiter beim Youngsterball, Szenestar und Voting zu "The Dome" in Friedrichshafen. Bisher spielten freequency über 200 Konzerte.
Zu hören sind sie unter anderem auf Festivals wie dem Balinger Rockfestival oder der Owener Rocknacht. 2006 waren sie zum ersten Mal auf der Christmas Rock Night in Ennepetal dabei. Freequency traten unter anderem mit Kutless, Disciple, Crushead, Benzin, Allee der Kosmonauten und Blindside auf.
Ihr Stil ist eine Mischung aus Punkrock und Alternative, vergleichbar etwa mit Superchick oder Relient K. Inhaltlich durchweg dem Christian Rock zuzuordnen, finden sich auch musikalische Elemente des Crossover wieder. Im Herbst 2008 nahm das Stuttgart Plattenlabel Ruuf-Records die Band unter Vertrag, kurz darauf erschien ihr Album Up for a Game, Mate?.
Im Mai 2010 war Freequency auf dem 2. Ökumenischen Kirchentag in München vertreten. Sie spielten im Kulturzentrum Backstage sowie im Olympiazentrum.
Im Herbst 2010 gab Freequency bekannt, dass sich die Gruppe im Mai 2011 auflöst.

## Diskografie
- Have a Nice Bath (2004)
- Grab the Bunny and Run (2006)
- Up for a Game Mate (2008)